# Jens August Schade
Jens August Schade (Skive, 10 de enero de 1903 - Copenhague 11 de noviembre de 1978) fue un poeta y novelista danés. 

## Biografía
Debuta en 1926 con una colección de poemas titulado Den levende violin ("El violín vivo").
El tema de su poesía es frecuentemente la interconexión entre erotismo y fuerzas del cosmos.
En 1963, Schade recibe el Gran premio de la Academia danesa. Su obra de 1928 Læren om staten hace parte del canon de la cultura danesa.
Su novela de 1944 Mennesker mødes og sød musik opstår i hjertet ("La gente se encuentra y música dulce llena el corazón") fue adaptada al cine por el director Henning Carlsen en 1967. Según el letrista Ivan Chtcheglov se trata de la más gran novela del siglo XX.